# Masahiro Hamazaki
Masahiro Hamazaki (jap. 浜崎 昌弘, Hamazaki Masahiro; * 14. März 1940 in der Präfektur Osaka; † 10. Oktober 2011), auch Masahiro Hamasaki genannt, war ein japanischer Fußballspieler.

## Nationalmannschaft
1966 debütierte Hamazaki für die japanische Fußballnationalmannschaft. Hamazaki bestritt zwei Länderspiele. Mit der japanischen Nationalmannschaft qualifizierte er sich für die Olympischen Spiele 1968. Bei den Olympischen Spielen 1968 konnte Japan die Bronzemedaille gewinnen.

## Errungene Titel

### Mit der Nationalmannschaft
- Olympische Sommerspiele 1968: Bronzemedaille